# Gliedsatz
Gliedsatz ist ein Begriff der Grammatik für einen bestimmten Typ von Nebensatz. Die Bezeichnung besagt, dass es sich um einen Satz handelt, der als Satzglied dient, also ein Nebensatz, der in seinem übergeordneten Satz eine der Satzglied-Funktionen einnimmt: Subjekt, Objekt, Adverbial oder Prädikativum. 
Somit unterscheiden sich Gliedsätze von Attributsätzen (Gliedteilsätzen), die innerhalb eines Satzglieds vorkommen, vor allem als Nebensätze, die von einem Substantiv abhängen. Gliedsätze hängen stattdessen vom Prädikat des Satzes ab. Gliedsätze und Attributsätze haben allerdings gemeinsam, dass beide ins Innere des Hauptsatzes eingebaut sind (sie sind „integrierte Nebensätze“).
Gliedsätze unterscheiden sich außerdem von nicht-integrierten Nebensätzen, vor allem „weiterführenden Nebensätzen“. Diese folgen dem Hauptsatz nur in lockerer Verbindung nach, können aber nicht ins Innere des Hauptsatzes eingebettet werden.
Für Beispiele und Einzelheiten zu Gliedsätzen siehe unter:
- Nebensatz #Arten von Nebensätzen
- Inhaltssatz
- Objekt (Grammatik) #Nebensätze als Objekte
- Adverbialsatz

Die Bezeichnung Gliedsatz wird nicht immer in ihrem genauen Sinn verwendet. In manchen Gebrauchs- und Ratgebertexten zur Grammatik wird zwischen Gliedsatz und Nebensatz nicht unterschieden. Manchmal werden sogar Attributsätze als Gliedsätze bezeichnet. Zu diesem Problem siehe auch unter Satzglied #Begriff.